# Джипні
Джипні (Англійська: jeepney, Філіппінська: dyipni), іноді називаються просто джипами (Англійська: jeep, Філіппінська: Dyip), є найпопулярнішими засобами громадського транспорту на Філіппінах. Вони відомі своїми переповненими сидіннями та кітчевими декораціями, які стали повсюдним символом філіппінської культури та мистецтва. Джипні марки Sarao Motors був виставлений у Філіппінському павільйоні на Нью-Йоркському світовому ярмарку як національний образ філіппінців.

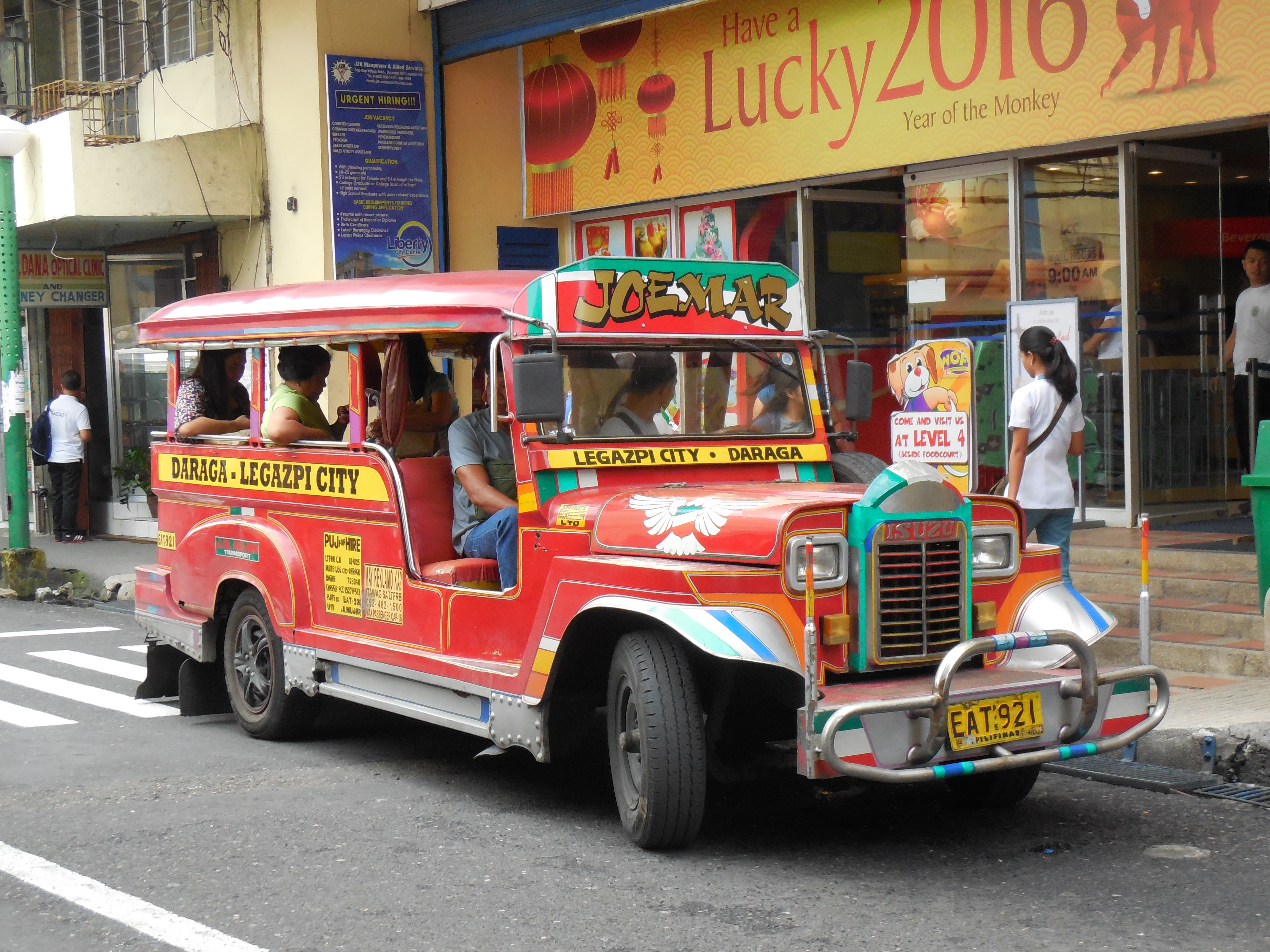
Джипні у місті Легазпі

## Огляд

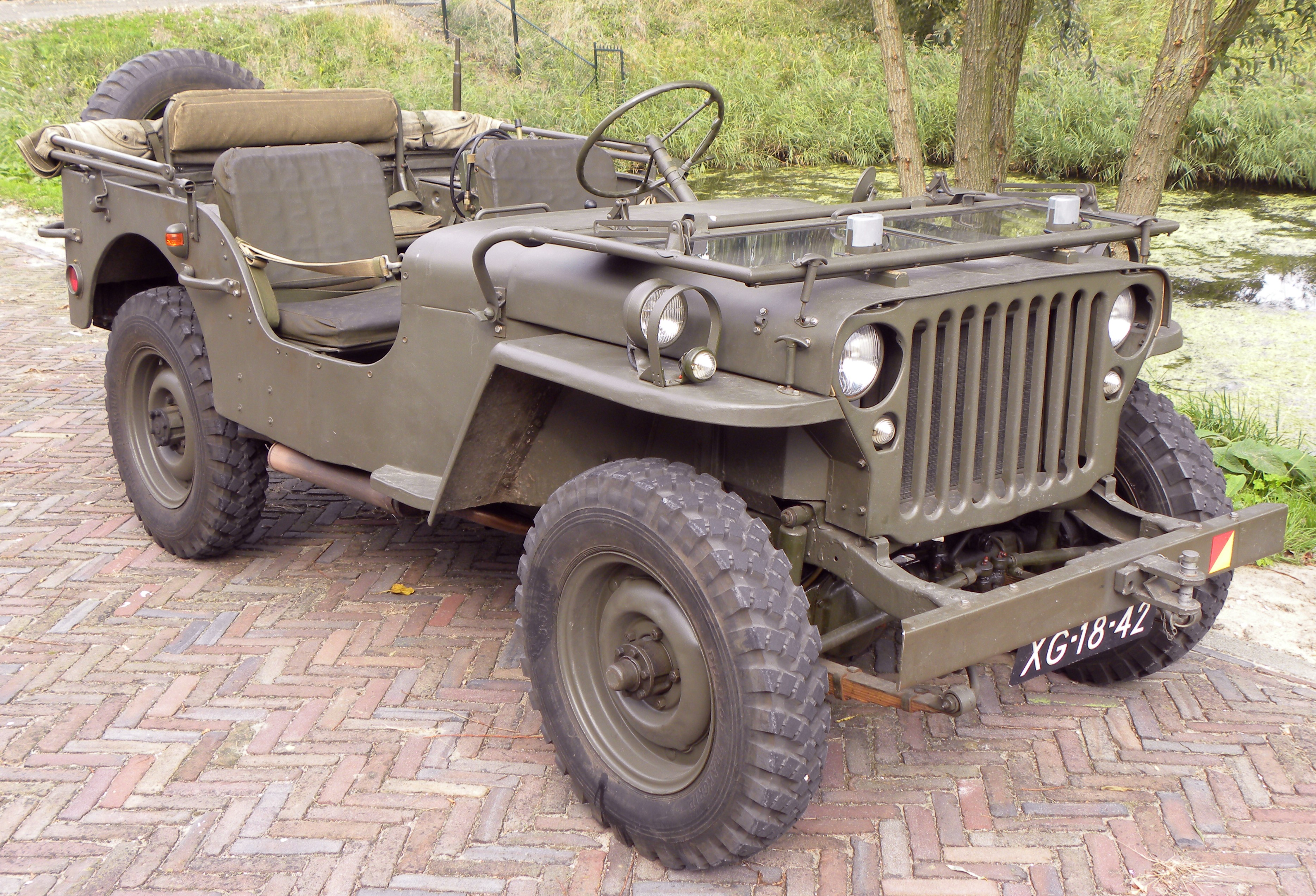
Willys Jeep зразка 1943 року — основа для дизайну джипні

Джипні спочатку виготовлялись з американських військових джипів, що залишилися після Другої світової війни. Слово "джипні" ("jeepney") може бути телескопійним словом – деякі джерела вважають це комбінацією "джип" та "джитні" ("jeep" and "jitney"), в той час як інші джерела говорять "джип" і "коліно" ("jeep" and "knee"), тому що пасажири сидять дуже близько один від одного. Більшість джипні використовуються як комунальні транспортні засоби. Деякі з них використовуються як особисті транспортні засоби. Значно рідше джипні виступають як комерційний транспорт.

## Зовнішні посилання
- Riding a Jeepney 101 [Архівовано 11 листопада 2017 у Wayback Machine.]